# 安德斯·奥尔松
安德斯·奥尔松（瑞典語：Anders Olsson，1965年9月15日—），瑞典男子游泳运动员。他曾代表瑞典参加2004年、2008年和2012年夏季残疾人奥林匹克运动会游泳比赛，获得三枚金牌、一枚银牌和三枚铜牌。